# Zwieselbacher Rosskogel
Le Zwieselbacher Rosskogel est une montagne qui s’élève à 3 081 m d’altitude dans les Alpes de Stubai, en Autriche.